# 吉隆坡关帝庙
吉隆坡关帝庙（英語：Kuala Lumpur Guandi Temple），或称茨场街关帝庙，是一座隶属雪隆广肇会馆的产业，位于吉隆坡的敦李孝式街。成立初期充当法庭，专门处理华人事务，也是吉隆坡华裔生意人的聚会点丶信息交流和信仰中心。是一座马来西亚道教庙宇，主奉关圣帝君。寺庙始建于1887年或1888年，是马来西亚最古老的寺庙之一。